# معاهدة لندن (1867)
منحت معاهدة لندن (الفرنسية: Traité de Londres)، والتي تُعرف غالبًا باسم معاهدة لندن الثانية نسبةً إلى معاهدة عام 1839، لوكسمبورغاستقلالها وحيادها الكاملين. وُقِّعت في 11 مايو 1867 في أعقاب الحرب النمساوية البروسية وأزمة لوكسمبورغ. وكان لها عواقب وخيمة على لوكسمبورغ وعلى العلاقات بين القوى العظمى في أوروبا.

## التأثيرات
كان التأثير الفوري للمعاهدة، المنصوص عليها في المادة الأولى، هو إعادة تأكيد الاتحاد الشخصي بين هولندا ولوكسمبورغ تحت حكم آل أورانج-ناساو. واستمر حتى عام 1890، عندما اعتلت فيلهلمينا العرش الهولندي. ونظرًا لأن شكلًا من أشكال الخلافة الأبوية كان ساري المفعول في لوكسمبورغ (بموجب ميثاق عائلة ناساو لعام 1783)، لم تتمكن الدوقية الكبرى من المرور في الخط الأنثوي. وبدلاً من ذلك، كان الفرع الأقدم من آل ناساو (ناساو - فيلبيورخ، والذي يُسمى الآن لوكسمبورغ-ناساو) هو الذي ورث الدوقية، مما أعطى لوكسمبورغ سلالتها الحصرية الخاصة بها.
اندلعت أزمة لوكسمبورغ بعد أن حاول الإمبراطور الفرنسي نابليون الثالث شراء لوكسمبورغ من الملك الهولندي ويليام الثالث. وبالتالي، كان الحفاظ على الهيمنة الهولندية على لوكسمبورغ المستقلة قانونيًا، والمتحررة من التدخل الفرنسي، ذا أهمية بالغة لبروسيا.
أُعيد التأكيد أيضًا على حياد لوكسمبورغ، الذي أُقرّ بموجب معاهدة لندن الأولى. وأصبحت الأطراف التي لم تُوقّع على المعاهدة السابقة ضامنة لحياد لوكسمبورغ (باستثناء بلجيكا، التي كانت هي نفسها مُلزمة بالحياد).
لضمان حياد لوكسمبورغ، كان من المقرر هدم التحصينات (الغربية) لمدينة لوكسمبورغ، المعروفة باسم "جبل طارق الشمال"، وعدم إعادة بنائها أبدًا. إلى الشرق، كانت المدينة محمية بوادي نهر عميق وتحصينات من العصور الوسطى لا تزال قائمة. استغرق تفكيك التحصينات الغربية والتحصينات تحت الأرض ستة عشر عامًا بتكلفة 1.5 مليون فرنك ذهبي، وتطلب تدمير أكثر من 24 كـم (15 ميل) من الدفاعات تحت الأرض و 4 هكتار (9.9 أكر) من الخنادق والبطاريات والثكنات وما إلى ذلك. أصبحت التحصينات المتبقية الكبيرة جدًا لمدينة لوكسمبورج الآن جزءًا من قائمة التراث العالمي لليونسكو.
علاوة على ذلك، كان من المقرر سحب حامية الجيش البروسي، التي كانت متمركزة في لوكسمبورغ منذ عام 1815 وفقًا لقرارات مؤتمر فيينا.
أدت الحرب النمساوية البروسية إلى انهيار الاتحاد الألماني. وكان ملك هولندا رئيسًا لدولتين عضوين سابقين، هما دوقية لوكسمبورغ الكبرى ودوقية ليمبورغ (بصفته دوق لوكسمبورغ الأكبر ودوق ليمبورغ). ولتوضيح الموقف بعد زوال الاتحاد، أكدت معاهدة لندن انتهاءه، ونصّت على اعتبار ليمبورغ، بجميع "أراضيها"، "جزءًا لا يتجزأ من مملكة هولندا".
ستعود دوقية لوكسمبورغ الكبرى المستقلة، والتي لا تزال مرتبطة بهولندا من خلال اتحاد شخصي، إلى الاتحاد الجمركي الألماني الذي أعيد تأسيسه حديثًا، وهو التسولفيرين، وستظل فيه حتى الأول من يناير 1919، بعد فترة طويلة من انتهاء الاتحاد الشخصي (1890).

## الموقعون
وقع على المعاهدة ممثلي جميع القوى العظمى في أوروبا:
- النمسا والمجر، ممثلة بالكونت رودولف أبوني
- مملكة بلجيكا، ممثلة بسيلفان فان دي واير
- الإمبراطورية الفرنسية، ويمثلها الأمير دي لا تور دوفيرني-لوراجويه
- مملكة إيطاليا، ممثلة بالماركيز دازيليو
- دوقية لوكسمبورغ الكبرى، ويمثلها البارون دي تورناكو وإيمانويل سيرفيه
- مملكة هولندا، ممثلة بالبارون بنتينك
- مملكة بروسيا، ممثلة بالكونت بيرنستورف-ستينتنبورغ
- الإمبراطورية الروسية، ممثلة بالبارون برونو
- المملكة المتحدة لبريطانيا العظمى وأيرلندا، ممثلة بإدوارد ستانلي، إيرل ديربي الخامس عشر

لم تُدعَ إيطاليا في البداية، لكن الملك فيكتور إيمانويل الثاني أقنع الملوك والأباطرة الآخرين بدعوة ممثله. لم تؤثر المعاهدة بشكل مباشر على إيطاليا بأي شكل يُذكر، نظرًا لضعف علاقتها بلوكسمبورغ. ومع ذلك، فقد مثّلت أول مناسبة تُدعى فيها إيطاليا للمشاركة في مؤتمر دولي بصفتها قوة عظمى، وبالتالي، كانت ذات قيمة رمزية للمملكة الإيطالية الناشئة.